# Tekstilchtchiki (métro de Moscou, ligne Tagansko-Krasnopresnenskaïa)
Tekstilchtchiki (en russe : Тексти́льщики et en anglais : Tekstilshchiki) est une station de la ligne Tagansko-Krasnopresnenskaïa (ligne 7 mauve) du métro de Moscou, située sur le territoire du raïon Tekstilchtchiki dans le district administratif sud-est de Moscou.

## Situation sur le réseau
Établie en souterrain, à 13 mètres sous le niveau du sol, la station Tekstilchtchiki est située au point 85+08 de la ligne Tagansko-Krasnopresnenskaïa (ligne 7 mauve), entre les stations Volgogradski prospekt (en direction de Planernaïa) et Kouzminki (en direction de Kotelniki).